# 2. Handball-Bundesliga
La 2. Handball-Bundesliga (zweite handball-bundesliga) maschile è la seconda serie del campionato tedesco di pallamano maschile dopo la Handball-Bundesliga.
Al di sotto di essa vi è la 3. Liga, suddivisa in quattro giorni da 16 club ciascuno; tutti questi campionati sono a carattere nazionale. Al di sotto di essi vi sono i vari livelli regionali.

## Formula

### Stagione regolare
Il campionato si svolge tra 18 che si affrontano con la formula del girone all'italiana con partite di andata e ritorno.
Per ogni incontro i punti assegnati in classifica sono così determinati:
- due punti per la squadra che vinca l'incontro;
- un punto per entrambe le squadre che pareggino l'incontro;
- zero punti per la squadra che perda l'incontro.

### Verdetti
Al termine del torneo, a seconda del piazzamento delle squadre in classifica, vengono emessi i seguenti verdetti:
- 1ª classificata: acquisisce il diritto a partecipare alla Handball-Bundesliga per la stagione successiva;
- 2ª classificata: acquisisce il diritto a partecipare alla Handball-Bundesliga per la stagione successiva;
- 16ª classificata: retrocede in 3. Liga;
- 17ª classificata: retrocede in 3. Liga;
- 18ª classificata: retrocede in 3. Liga;
- 19ª classificata: retrocede in 3. Liga;
- 20ª classificata: retrocede in 3. Liga.